# Cappel (Marburg)
Cappel is een plaats en stadsdeel van de Duitse stad Marburg en telt ongeveer 7000 inwoners.

## Geschiedenis
Vanaf 1 juli 1974 is het toenmalige zelfstandige dorp als onderdeel van de voormalige gemeente Cappel (bestaande uit de plaatsen Capel, Bortshausen, Moischt en Ronhausen) ingedeeld bij de stad Marburg. Sindsdien wordt het ook wel aangeduid met Marburg-Cappel.

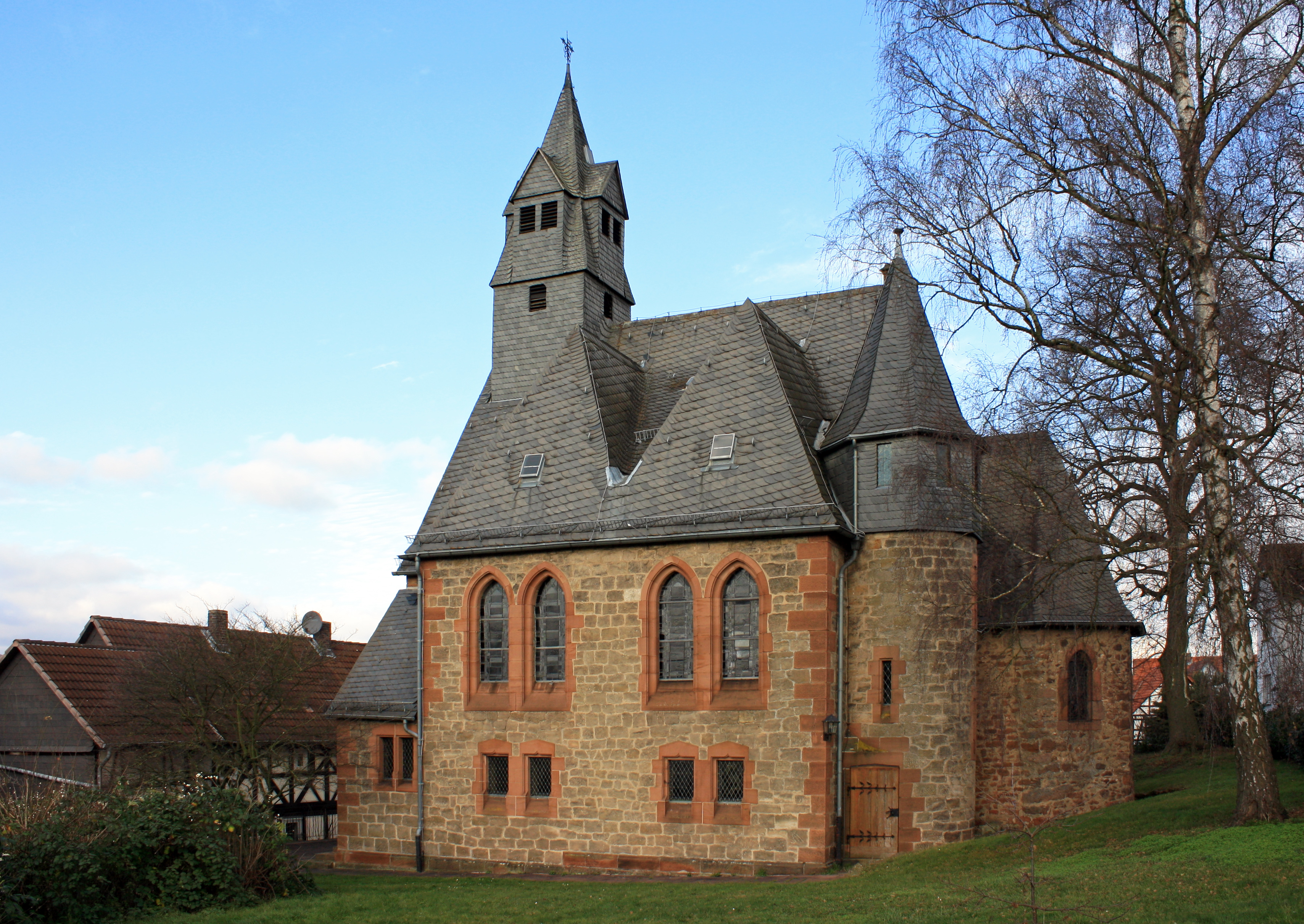
Kerk
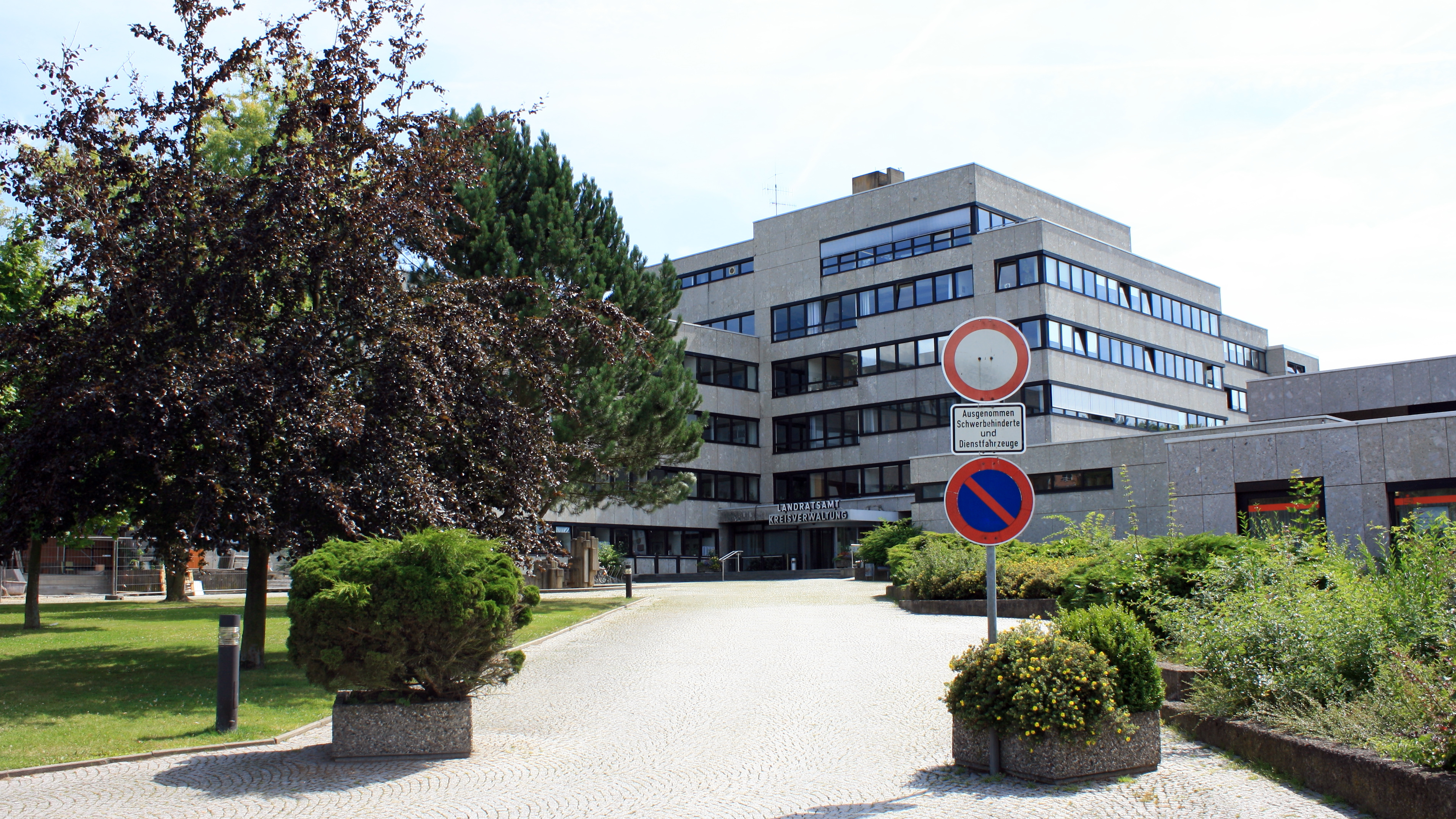
Districtsgebouw
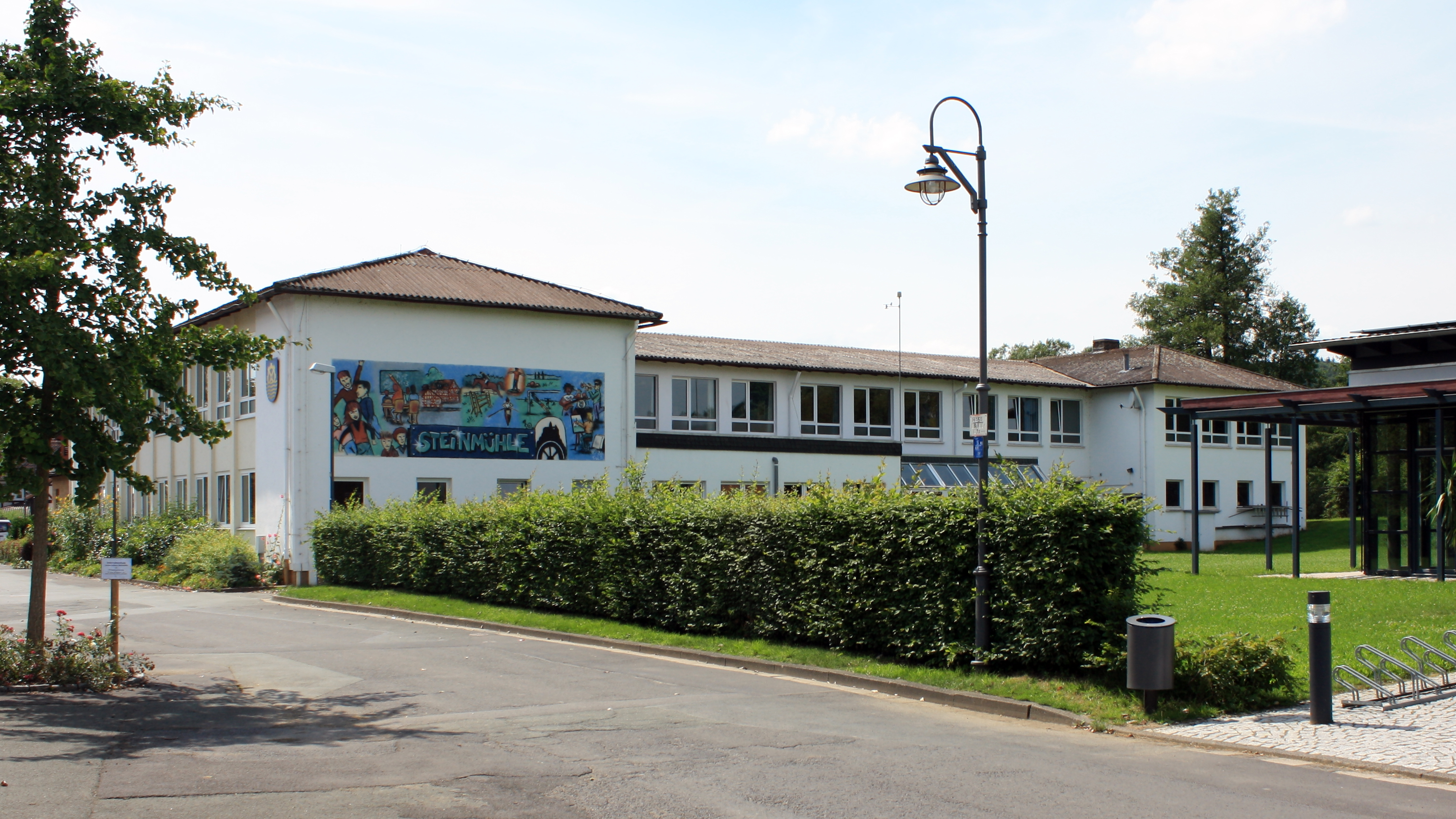
School Steinmühle
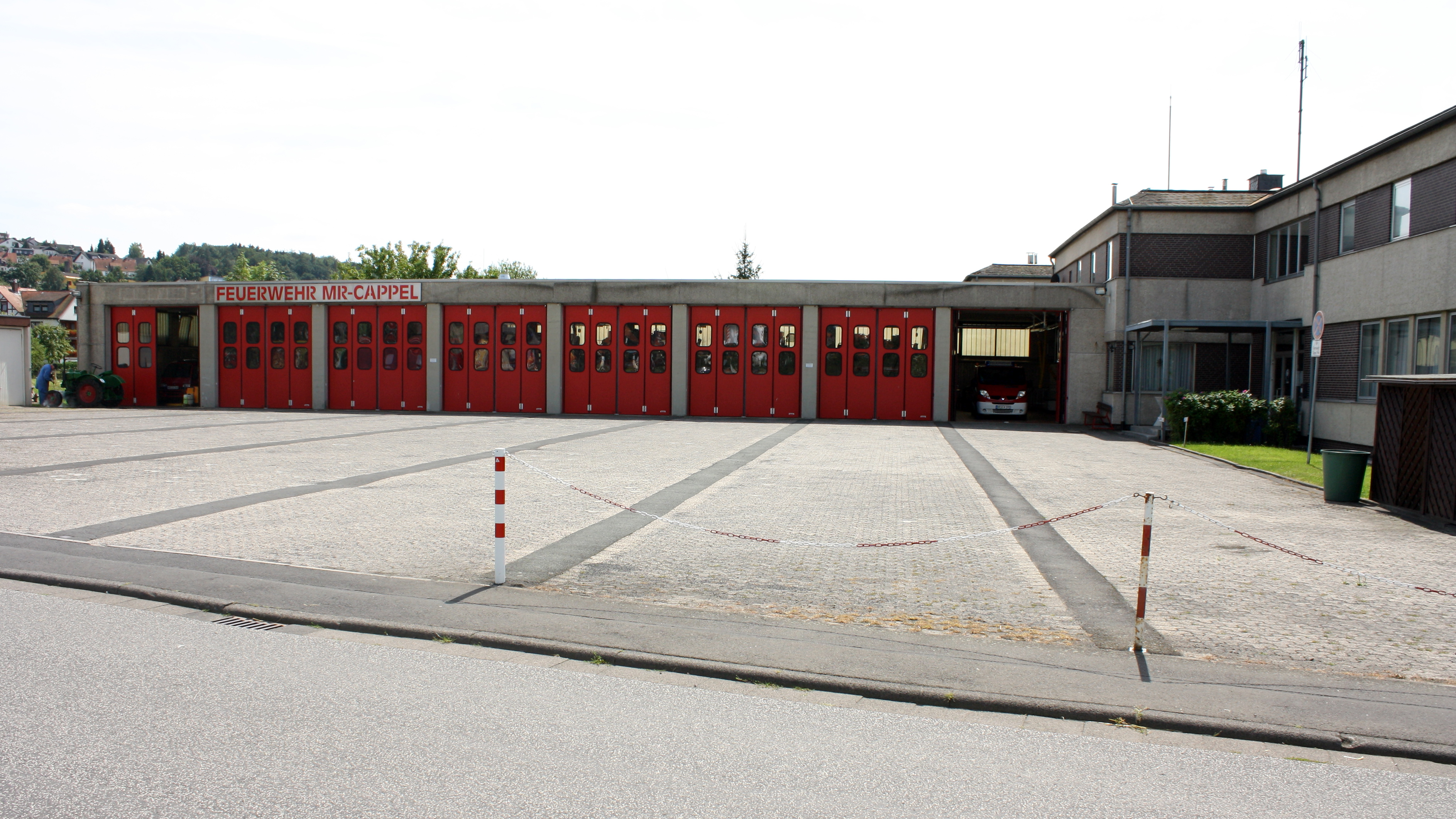
Brandweerkazerne
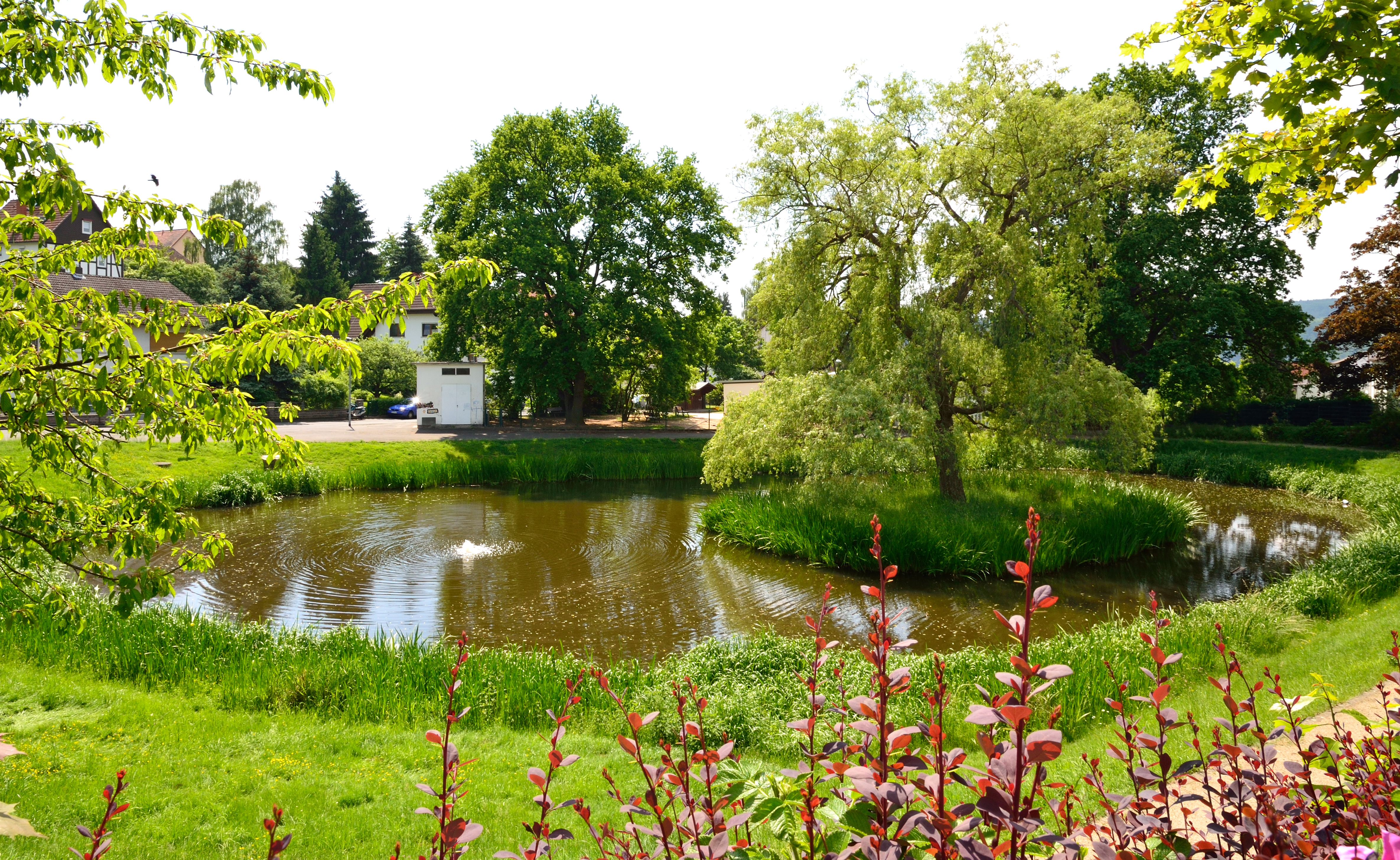
Vijver